# Gordon Armstrong East Riding Garage

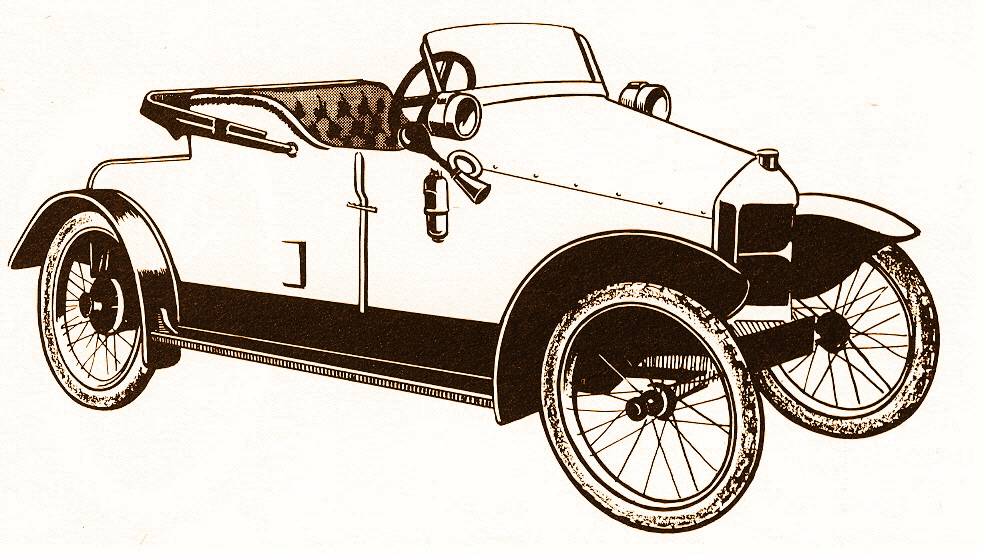
Gordon Cyclecar von 1914

Die Gordon Armstrong East Riding Garage war ein britischer Automobilhersteller, der 1909–1916 in Beverley (Yorkshire) ansässig war. Muttergesellschaft war die Armstrong Patents Company, die heute noch Stoßdämpfer für Autos herstellt. Gründer beider Gesellschaften war Gordon Armstrong. Ab 1909 entstanden Prototypen.
1912 wurde das erste Serienmodell des Cyclecars vorgestellt, der Gordon 8 hp. Er war mit einem luftgekühlten V2-Motor ausgestattet, der 1,1 l Hubraum besaß. Der Radstand betrug 2438 mm.
1914 wurde dieses erste Modell durch den Gordon 9 hp mit gleichem Motor, aber auf 2286 mm verringertem Radstand abgelöst. Ihm wurde der Kleinwagen Gordon 10 hp zur Seite gestellt, der den Radstand des 8 hp mit einem größeren Motor mit 1,35 l Hubraum kombinierte. Später war auch der 9 hp mit dem großen Radstand verfügbar und erhielt eine Wasserkühlung.
1915 erschien ein weiterer Gordon 10 hp, der mit einem wassergekühlten Vierzylinder-Reihenmotor mit 1,1 l Hubraum ausgestattet war. Beide Radstände waren verfügbar.
Der Erste Weltkrieg beendete die Produktion 1916. Nach dem Krieg wurde sie nicht mehr eröffnet.

## Modelle
| Modell | Bauzeitraum | Zylinder | Hubraum  | Radstand     |
| ------ | ----------- | -------- | -------- | ------------ |
| 8 hp   | 1912–1913   | 2 V      | 1074 cm³ | 2438 mm      |
| 9 hp   | 1914–1915   | 2 V      | 1074 cm³ | 2286–2438 mm |
| 10 hp  | 1914–1915   | 2 V      | 1357 cm³ | 2438 mm      |
| 10 hp  | 1915–1916   | 4 Reihe  | 1074 cm³ | 2286–2438 mm |